# Sveti Jurij, Rogatec
Sveti Jurij, pogosto zapisano okrajšano kot Sv. Jurij, je naselje v Občini Rogatec.